# Diversitat al·lèlica
La diversitat al·lèlica (A) és el nombre mitjà d'al·lels per locus en una població biològica.
Per a obtenir el seu valor s'avaluen n marcadors; s'estableix el nombre d'al·lels de cada marcador i es calcula la mitjana d'al·lels per marcador genètic.